# Stay Dangerous
Stay Dangerous è il terzo album in studio del rapper statunitense YG, pubblicato nel 2018.

## Tracce
1. 10 Times – 2:38
2. Bulletproof (featuring Jay 305) – 2:33
3. Handgun (featuring ASAP Rocky) – 3:34
4. Suu Whoop – 3:04
5. Cant Get in Kanada – 2:21
6. Too Cocky – 2:52
7. Big Bank (featuring 2 Chainz, Big Sean & Nicki Minaj) – 3:57
8. Power (featuring Ty Dolla Sign) – 2:52
9. Slay (featuring Quavo) – 4:44
10. 666 (featuring YoungBoy Never Broke Again) – 4:39
11. Too Brazy (featuring Mozzy) – 3:30
12. Pussy Money Fame – 2:58
13. Deeper Than Rap – 3:22
14. Free the Homies Interlude – 1:53
15. Bomptown Finest – 5:23